# Everton Cebolinha
Everton Sousa Soares, mais conhecido apenas como Everton ou por seu apelido Everton Cebolinha (Maracanaú, 22 de março de 1996), é um futebolista brasileiro que atua como ponta-esquerda. Joga pelo Flamengo.

## Biografia

### Infância e juventude
Filho de Carlos Alberto Soares e Maria Eleniza, Everton nasceu na cidade de Maracanaú, Região Metropolitana de Fortaleza, no dia 22 de março de 1996. Em 2007, aos 11 anos de idade, chegou às categorias de base do Maracanã Esporte Clube. No Maracanã, chamou a atenção do São Bernardo, e após 3 meses foi reprovado, depois disso ele até cogitou em desistir do futebol, mas seu pai o incentivou a não fazer isso. 2009 foi o ano em que Everton chegou no sub-15 do Fortaleza. Ao seus 17 anos foi contratado pelo Grêmio.

### Vida pessoal
Everton é casado com Isa Ranieri. Eles vivem em Portugal e têm um casal de filhos.

## Carreira

### Categorias de base
Everton começou sua carreira no Maracanã Esporte Clube, clube de sua cidade natal, Maracanaú. Com a camisa do Maracanã, Everton disputou seus primeiros campeonatos, foi selecionado em uma peneira para fazer teste no São Bernardo, clube do ABC paulista, depois de três meses foi reprovado. Em outubro de 2011, aos seus 15 anos, chegou nas categorias de base do Fortaleza, onde conheceu o ex-jogador Jorge Veras, famoso nos clássicos Gre-Nais dos anos 80, foi ele (Jorge Veras) que deu oportunidades para o jovem Everton no Fortaleza, reconhecendo seu talento e chamando a atenção de sua velocidade, inteligência e finalização. Com o excelente começo no Fortaleza, Everton chamou a atenção de vários clubes, incluindo: Grêmio, Internacional e alguns clubes paulistas, chamando atenção até mesmo do Manchester City. Em 2012, durante a disputa da Copa Carpina, em Pernambuco, o jovem atleta chamou muita atenção, e o Grêmio foi o primeiro a apresentar uma proposta ao jogador. O rival Internacional chegou a brigar pelo atleta, porém eles queriam oferecer um período de teste no clube, proposta que foi rejeitada pelo Fortaleza, fechando assim com o Grêmio, com o contrato de empréstimo por um ano. Após o bom desempenho nas categorias de base do Grêmio, foi contratado em definitivo pelo Tricolor Gaúcho, dividindo seu passe entre 90% para o Grêmio e 10% para o Fortaleza.

### Grêmio
Sua estreia como profissional foi em 19 de janeiro de 2014 no confronto entre Grêmio e São José válido pela primeira rodada do Gauchão de 2014. O atleta entrou aos 14 minutos do segundo tempo substituindo Yuri Mamute na partida em que o Grêmio foi derrotado por 1 a 0. Seu primeiro gol como profissional veio na partida seguinte, pela segunda rodada do Gauchão de 2014 em 23 de janeiro de 2014 contra o Lajeadense. O atleta, que começara a partida como titular, abriu o placar aos 38 minutos do primeiro tempo, em partida que terminou com vitória do Tricolor Gaúcho por 2 a 1 na Arena. Durante o ano de 2014, disputou 14 partidas (começou como titular em apenas duas partidas) e esteve na casamata gremista sem atuar em outras 17 partidas. Das 14 partidas disputadas por Everton em 2014, sete foram pelo Gauchão 2014 (quando anotou 2 gols) e sete pelo Brasileirão de 2014. Pela Libertadores 2014 ele chegou a ser inscrito e a compor banco, mas não entrou em nenhum jogo. Ainda em 2014 recebeu o apelido de Cebola, dado pelo lateral-direito Pará. Em 2015 foi inscrito no Gauchão, onde foi relacionado para todas as 20 partidas do Grêmio no campeonato, mas atuou somente em 12 oportunidades (3 vezes iniciou como titular) marcando 1 gol na primeira rodada. Também foi inscrito na Copa do Brasil de 2015.
É apontado, ao lado de Pedro Rocha, como um dos heróis do título da Copa do Brasil de 2016. No segundo jogo das quartas-de-finais contra o Palmeiras em São Paulo, Everton entrou no segundo tempo quando o Grêmio estava sendo desclassificado e fez o gol decisivo que colocou o time nas semi-finais. Na primeira partida da final da Copa do Brasil, foi o autor do terceiro gol do Grêmio na vitória por 3 a 1 sobre o Atlético-MG, no Mineirão. Em um momento em que sua equipe era pressionada pelo adversário, após expulsão de Pedro Rocha, Everton recebeu cruzamento após arrancada do zagueiro Pedro Geromel e concluiu para o gol. No segundo jogo, após belo drible, fez o cruzamento que resultou no gol do título, marcado pelo equatoriano Miller Bolaños.
Na temporada 2017, apesar de não constar entre os titulares, foi utilizado na maioria dos jogos, apresentando ótimo aproveitamento. Destacou-se, em especial, em partida contra a Chapecoense, válida pelo primeiro turno do Campeonato Brasileiro, em que marcou três gols, mesmo depois de ter ingressado no segundo tempo da partida. No dia 12 de dezembro de 2017, marcou o único gol da vitória por 1 a 0 contra o Pachuca, válida pela semifinal do Mundial de Clubes da FIFA de 2017, classificando o Grêmio para a grande final da competição. Tornou-se, assim, ao lado de Renato Gaúcho, o único atleta a marcar gol pelo Grêmio em um Mundial de Clubes, ao menos até o ano de 2017.
Finalmente, depois de quatro temporadas entre os profissionais (estreia em 2014, instabilidade em 2015, e um verdadeiro 12º jogador em 2016 e 2017), enfim ganhou o status de titular incontestável do Grêmio no início do ano de 2018, tornando-se o principal atacante do tricolor gaúcho na temporada e passando a ser apontado como verdadeira referência do esquadrão liderado por Renato Gaúcho. Suas grandes atuações às vésperas da convocação para a Copa do Mundo de 2018, especialmente no Campeonato Gaúcho (no qual foi eleito o craque da edição 2018) e na Copa Libertadores da América, acabaram, inclusive, gerando especulações acerca de uma possível ida para o mundial, o que acabou não acontecendo. Todavia, o jogador foi enfim convocado pela primeira vez para integrar a Seleção Brasileira em agosto de 2018, passando a ser nome constante nas chamadas seguintes, somente não tendo sequência nas demais em razão de problemas musculares, embora siga sob a atenção do técnico Tite. Plenamente recuperado, tornou-se o atleta gremista que mais marcou gols em um ano, desde Hernan Barcos. Encerrou 2018 em alta, despertando o interesse do inglês Manchester United.
No dia 4 de outubro de 2019, o Grêmio anunciou a renovação de contrato de Everton até dezembro de 2023. O novo contrato prevê valorização e coloca o atacante no mesmo patamar de outros jogadores entre os maiores salários do elenco.
Após encerrar o ano de 2019 com 20 gols em 57 jogos pelo Grêmio, foi apontado pelo tradicional periódico The Guardian como um dos 100 melhores jogadores do ano, ficando em 92º lugar.
No dia 14 de agosto de 2020 foi anunciada a sua saída do Grêmio, após 8 anos. Everton deixou o Grêmio com 69 gols em 273 partidas. Everton deixa o clube como o maior artilheiro da Arena do Grêmio até o momento, com 43 gols.

### Benfica

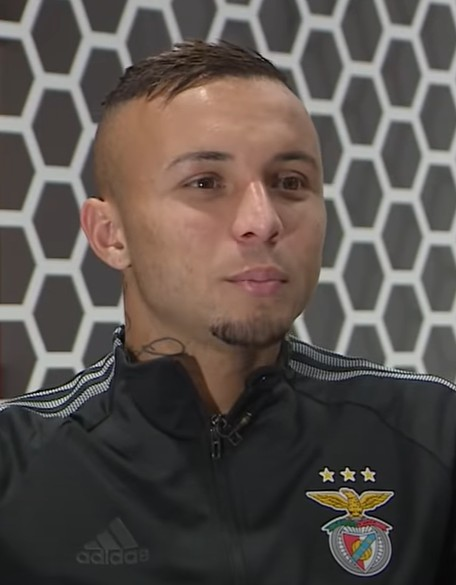
Everton no Benfica em 2020.

A pedido do técnico Jorge Jesus, Everton foi anunciado pelo Benfica no dia 14 de agosto de 2020. O ex-gremista, custou nada mais nada menos do que 20 milhões de euros ao clube português, além disso, ainda terá uma cláusula de rescisão de 150 milhões de euros (R$ 965 milhões, atualmente). Everton assinou até 2025, recebendo a camisa 7. Seu primeiro gol em uma partida oficial com a camisa do Benfica, aconteceu contra o Famalicão, em uma partida válida pelo Campeonato Português.
Everton finalizou sua passagem pelo Benfica com 48 jogos, 35 destes como titular, marcando oito gols e dando dez assistências na primeira temporada e na última temporada, entrou em campo 47 vezes, 33 como titular, fez sete gols e deu outras sete assistências.

### Flamengo

#### 2022
Em 19 de junho de 2022 o Flamengo anunciou que contratou Everton por  cinco temporadas, até o dia 30 de junho de 2027 a negociação foi fechada por 13,5 milhões de euros fixos (R$ 71,8 milhões) para compra definitiva de 100% dos direitos econômicos e mais 2,5 milhões de euros (R$ 13,2 milhões) condicionados a variavéis.
| “                                                   | Eu tive o privilégio de ontem ter acompanhado de perto a força da nação. Espero ser muito feliz com essa camisa e ter um ciclo muito vitorioso. Sei da dificuldade que é jogar aqui contra, joguei algumas vezes. E agora vou experimentar a favor. Espero ser feliz e conquistar grandes coisas com essa camisa. Acho que todo grande jogador sonha em vestir a camisa do Flamengo. Camisa muito pesada no nosso futebol, mundialmente, de muita tradição sul-americana. Hoje estou podendo realizar e espero ser feliz e realizar um ciclo muito vitorioso. | ” |
| — Everton Cebolinha, em entrevista de apresentação. | |   |

Sua estreia foi no dia 20 de julho, em um jogo contra o Juventude no Mané Garrincha, valido pela decima oitava rodada do Brasileirão.Everton fez seu primeiro gol contra o São Paulo, jogo da semifinal da Copa do Brasil na noite de 24 de agosto de 2022.
Em sua primeira temporada no Rubro-Negro, Everton começou oscilando bastante, mas fez gol importantíssimo na semifinal da Copa do Brasil, o terceiro da vitória por 3 a 1 sobre o São Paulo no Morumbi. Terminou a época com 31 jogos, três gols e cinco assistências, além dos títulos da Libertadores e Copa do Brasil.

#### 2023
Everton Cebolinha terminou a temporada sendo o atacante que mais participou com 64 jogos, porém sem muito brilho.

#### 2024
Em 07 de fevereiro, Everton completou 100 jogos com a camisa do Mais Querido, na vitória por 1 a 0 sobre o Botafogo pela sétima rodada do Campeonato Carioca.

## Seleção Brasileira
Em 17 de agosto de 2018, foi convocado pela primeira vez para a Seleção Brasileira. Fez a sua estreia no dia 27 de setembro de 2018, em amistoso contra o Estados Unidos.

Iniciou o ano de 2019 novamente com grandes atuações pelo Grêmio, tanto no Campeonato Gaúcho quanto na Copa Libertadores da América, voltando a ser convocado para a Seleção Brasileira. Ganhou ainda mais destaque nos amistosos jogados, especialmente em vitória sobre a República Tcheca, sendo muito elogiado pela imprensa esportiva. Passou a ser fortemente cotado para integrar o grupo a ser convocado para a Copa América de 2019, que foi realizada no Brasil, seguindo na mira de grandes clubes europeus. No dia 17 de maio de 2019, confirmaram-se as expectativas e Everton foi convocado para disputar a Copa América de 2019.

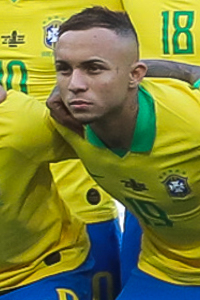
Everton em 2019.

### Copa América de 2019
Na Copa América, Everton viu aumentarem suas chances com a lesão que culminou no corte de Neymar da competição. Marcou seu primeiro gol pela Seleção Brasileira no dia 14 de junho de 2019, na vitória do Brasil sobre a Bolívia, na estreia da Copa América. No jogo seguinte, contra a Venezuela, ainda na reserva, entrou no lugar de David Neres depois de ter seu nome pedido pelos torcedores presentes no Estádio da Fonte Nova, tendo ótimo desempenho
Promovido a titular na terceira partida da primeira fase da competição, marcou outro belo gol e foi o protagonista da goleada brasileira sobre o Peru, vencida por 5x0. Depois de passar em branco contra Paraguai e Argentina, Everton novamente chamou para si a responsabilidade e teve grande performance na final da competição, marcando um gol e sofrendo pênalti (que viria a ser convertido pelo atacante Richarlison) depois de linda jogada. Ao final, Everton foi eleito o craque do jogo, além de ter sido o artilheiro da competição, com três gols marcados (mesmo número de tentos do peruano Paolo Guerrero, porém com menos minutos em campo), integrando, também, a seleção da competição eleita pela CONMEBOL.

## Apelido
Recebeu do lateral-direito Pará o apelido de Cebola, porém, com a chegada do uruguaio Cristian Rodríguez, que também é conhecido como Cebolla, Everton passou a ser chamado, pela semelhança, de Cebolinha em referência ao personagem da Turma da Mônica.

## Estatísticas

### Clubes
Abaixo estão listados todos os jogos, gols e assistências do futebolista por clubes.[carece de fontes?]
| Clube             | Temporada         | Campeonato nacional | Campeonato nacional | Campeonato nacional | Copa nacional[a] | Copa nacional[a] | Copa nacional[a] | Competições continentais[b] | Competições continentais[b] | Competições continentais[b] | Outros torneios[c] | Outros torneios[c] | Outros torneios[c] | Total | Total | Total   |
| Clube             | Temporada         | Jogos               | Gols                | Assist.             | Jogos            | Gols             | Assist.          | Jogos                       | Gols                        | Assist.                     | Jogos              | Gols               | Assist.            | Jogos | Gols  | Assist. |
| ----------------- | ----------------- | ------------------- | ------------------- | ------------------- | ---------------- | ---------------- | ---------------- | --------------------------- | --------------------------- | --------------------------- | ------------------ | ------------------ | ------------------ | ----- | ----- | ------- |
| Grêmio            | 2014              | 7                   | 0                   | 0                   | —                | —                | —                | —                           | —                           | —                           | 7                  | 2                  | 0                  | 14    | 2     | 0       |
| Grêmio            | 2015              | 14                  | 4                   | 1                   | 2                | 0                | 0                | —                           | —                           | —                           | 12                 | 1                  | 0                  | 28    | 5     | 1       |
| Grêmio            | 2016              | 27                  | 3                   | 1                   | 6                | 2                | 0                | 5                           | 1                           | 0                           | 11                 | 2                  | 1                  | 49    | 8     | 2       |
| Grêmio            | 2017              | 32                  | 8                   | 5                   | 5                | 2                | 1                | 12                          | 1                           | 0                           | 12                 | 1                  | 0                  | 61    | 12    | 6       |
| Grêmio            | 2018              | 27                  | 10                  | 3                   | 3                | 1                | 0                | 10                          | 5                           | 0                           | 11                 | 3                  | 0                  | 51    | 19    | 3       |
| Grêmio            | 2019              | 30                  | 11                  | 5                   | 5                | 1                | 1                | 12                          | 4                           | 2                           | 10                 | 4                  | 0                  | 57    | 20    | 8       |
| Grêmio            | 2020              | —                   | —                   | —                   | —                | —                | —                | 2                           | 0                           | 1                           | 13                 | 3                  | 4                  | 15    | 3     | 5       |
| Grêmio            | Total             | 137                 | 36                  | 15                  | 21               | 6                | 2                | 41                          | 11                          | 3                           | 76                 | 16                 | 5                  | 275   | 69    | 25      |
| Benfica           | 2020–21           | 32                  | 7                   | 7                   | 7                | 0                | 0                | 9                           | 1                           | 1                           | —                  | —                  | —                  | 48    | 8     | 10      |
| Benfica           | 2021–22           | 27                  | 3                   | 5                   | 7                | 4                | 2                | 13                          | 0                           | 0                           | —                  | —                  | —                  | 47    | 7     | 7       |
| Benfica           | Total             | 59                  | 10                  | 12                  | 14               | 4                | 2                | 22                          | 1                           | 1                           | —                  | —                  | —                  | 95    | 15    | 17      |
| Flamengo          | 2022              | 16                  | 2                   | 3                   | 6                | 1                | 0                | 5                           | 0                           | 0                           | —                  | —                  | —                  | 27    | 3     | 3       |
| Flamengo          | Total             | 16                  | 2                   | 3                   | 6                | 1                | 0                | 5                           | 0                           | 0                           | —                  | —                  | —                  | 27    | 3     | 3       |
| Total na carreira | Total na carreira | 212                 | 48                  | 30                  | 41               | 8                | 4                | 68                          | 12                          | 4                           | 76                 | 16                 | 5                  | 397   | 87    | 45      |

- a. ^ Jogos da Copa do Brasil, Taça de Portugal, Taça da Liga e Supertaça
- b. ^ Jogos da Copa Libertadores, Mundial de Clubes, Recopa Sul–Americana, Liga dos Campeões e Liga Europa
- c. ^ Jogos do Campeonato Gaúcho e Primeira Liga

### Seleção Brasileira
Abaixo estão listados todos os jogos, gols e assistências do futebolista pela Seleção Brasileira.[carece de fontes?]
Seleção Principal
| Ano               | Copa América | Copa América | Copa América | Eliminatórias da Copa do Mundo | Eliminatórias da Copa do Mundo | Eliminatórias da Copa do Mundo | Amistosos | Amistosos | Amistosos | Total | Total | Total   |
| Ano               | Jogos        | Gols         | Assist.      | Jogos                          | Gols                           | Assist.                        | Jogos     | Gols      | Assist.   | Jogos | Gols  | Assist. |
| ----------------- | ------------ | ------------ | ------------ | ------------------------------ | ------------------------------ | ------------------------------ | --------- | --------- | --------- | ----- | ----- | ------- |
| 2018              | —            | —            | —            | —                              | —                              | —                              | 2         | 0         | 0         | 2     | 0     | 0       |
| 2019              | 6            | 3            | 2            | —                              | —                              | —                              | 6         | 0         | 1         | 12    | 3     | 3       |
| 2020              | —            | —            | —            | —                              | —                              | —                              | 4         | 0         | 0         | 4     | 0     | 0       |
| 2021              | 6            | 0            | 1            | 1                              | 0                              | 0                              | —         | —         | —         | 7     | 0     | 1       |
| Total na carreira | 12           | 3            | 3            | 1                              | 0                              | 0                              | 12        | 0         | 1         | 25    | 3     | 4       |

## Títulos
Fonte: 
Grêmio
- Copa do Brasil: 2016
- Copa Libertadores da América: 2017
- Recopa Sul-Americana: 2018
- Campeonato Gaúcho: 2018, 2019, 2020

Flamengo
- Copa Libertadores da América: 2022
- Copa do Brasil: 2022, 2024
- Campeonato Carioca: 2024, 2025
- Supercopa do Brasil: 2025

Seleção Brasileira
- Copa América: 2019

### Prêmios individuais
- Seleção do Campeonato Gaúcho: 2018, 2019, 2020
- Melhor Jogador do Campeonato Gaúcho: 2018, 2020
- Bola de Prata: 2018
- Seleção da Copa América de 2019[51]
- Equipe Ideal das Américas (El País): 2019[52]

### Artilharias
- Recopa Gaúcha de 2019 (2 gols)
- Copa América de 2019 (3 gols)